# Canton de Saint-Étienne-Sud-Est-2
Le canton de Saint-Étienne-Sud-Est-2 est une ancienne division administrative française située dans le département de la Loire et la région Rhône-Alpes.

## Histoire
Canton créé en 1973.

## Représentation
| Période | Période | Identité                  | Étiquette    | Qualité |
| ------- | ------- | ------------------------- | ------------ | --- |
| 1973    | 1976    | Marie-Josèphe Dorne       | CNIP         | Ancienne Adjointe au Maire de Saint-Étienne (1953-1965) Ancienne conseillère générale du Canton de Saint-Étienne-Sud-Est-1 (1958-1973) |
| 1976    | 1982    | Lucien Arnaud (1928-2000) | PCF          | Professeur Adjoint au Maire de Saint-Étienne (1977-1983)                                                                               |
| 1982    | 1994    | Jean-Luc Desprez          | UDF          | Chef d'entreprise Adjoint au Maire de Saint-Étienne                                                                                    |
| 1994    | 2015    | Georges Ziegler           | UDF puis UMP | Journaliste Conseiller municipal de Saint-Étienne Vice-Président du Conseil Général Elu en 2015 dans le canton de Saint-Étienne-1      |

## Composition
Le canton de Saint-Étienne-Sud-Est-2 se composait d’une fraction de la commune de Saint-Étienne. Il comptait 19 996 habitants (population municipale) au 1er janvier 2012.
| Nom                       | Code Insee | Intercommunalité        | Population (dernière pop. légale)                |
| ------------------------- | ---------- | ----------------------- | ------------------------------------------------ |
| Saint-Étienne (chef-lieu) | 42218      | Saint-Étienne Métropole | Fraction : 19 996(2012) Commune : 170 761 (2014) |

## Démographie
| 1962 | 1968 | 1975 | 1982 | 1990 | 1999 | 2009 |
| ---- | ---- | ---- | ---- | ---- | ---- | ---- |
| -    | -    | -    | -    | -    | -    | -    |